# Дуарнене
Дуарнене́ (фр. Douarnenez) — город на северо-западе Франции, находится в регионе Бретань, департамент Финистер, округ Кемпер, центр одноименного кантона. Расположен на южном берегу залива Дуарнене, в 71 км к югу от Бреста и в 25 км к северо-западу от Кемпера. Название происходит от бретонских слов douar (земля) и an enez (остров).
Население (2019) — 14 000 человек.

## История
История Дуарнене связана с двумя легендами. Утонувший город Кер-Ис предположительно находится на дне залива Дуарнене. Тристан, главный герой эпоса о Тристане и Изольде, вынужден был бежать из Англии и жить при дворе мифического короля Бретани. По одной из версий, он жил и умер около Дуарнене, и в заливе есть остров Тристан (ранее называвшийся остров святого Тутуарна по названию основанному на нём в XII веке монастыря). В письменных источниках Дуарнене впервые упоминается под 1118 годом, когда епископ Кемпера, Робер де Локюван, подарил остров святого Тутуарна и принадлежащие ему земли аббатству Мармутье. Современный Дуарнене возник как деревня, принадлежащая аббатству; он получил права города лишь в 1790 году. В 1945 году коммуна Дуарнене была расширена и включила деревни Плоаре (фр.), Пулдавид и Требул.
История рыболовства Дуарнене восходит, по крайней мере, к галло-римским временам, когда, как показывают археологические находки, солили рыбу вдоль скал Пломарша. С конца XVIII века сардины стали движущей силой местной экономики; рыбная промышленность была основана на их сборе и последующей обработке. К началу XX века в порту были огромные рыбные и консервные предприятия. Забастовки в 1920-х годах в пользу улучшения условий труда для женщин, работающих на рыбных предприятиях, были главной причиной того, что Дуарнене стал одним из первых муниципалитетов во Франции, где к власти пришли коммунисты. Сегодня производство рыбных консервов продолжается, хотя большая часть рыбы завозится из других портов. Дуарнене по-прежнему является центром судостроения и ремонтных работ.
В конце XIX века была построена железная дорога, связывавшая Требул с Кемпером. Пассажирское движение функционировало с 1884 по 1972 год, грузовое — по 1988 год, после чего линия была закрыта за нерентабельностью и разобрана.
С 1894 по 1946 год функционировала также узкоколейная железная дорога, связывавшая Дуарнене с Пон-Круа и Одьерном. Она также была разобрана.
В Дуарнене в конце XIX века появился традиционный бретонский слоёный пирог, кунь-аман.

## Достопримечательности
- Остров Тристана, на котором находятся маяк Тристана, форт Наполеона III и старинная фабрика по производству сардин Гюстава Раймона
- Церковь Святого Жака XIV-XV веков
- Готическая церковь Святого Гервея XVI века
- Часовня Святого Михаила XVII века
- Часовня Святой Елены XVIII века

## Экономика
Основу экономики составляют рыболовство и переработка рыбы. В прошлом Дуарнене был известен ловом и производством сардин, но в последние годы производство существенно уменьшилось. Одновременно выросло значение Дуарнене как туристического центра, в частности, из-за близости к мысу Пуэнт-дю-Ра.
Структура занятости населения:
- сельское хозяйство — 1,4 %
- промышленность — 17,2 %
- строительство — 4,5 %
- торговля, транспорт и сфера услуг — 39,9 %
- государственные и муниципальные службы — 36,9 %

Уровень безработицы (2018) — 18,4 % (Франция в целом —  13,4 %, департамент Финистер — 12,1 %). 

Среднегодовой доход на 1 человека, евро (2018) — 20 600 (Франция в целом — 21 730, департамент Финистер — 21 970).

## Демография
Динамика численности населения, чел.

## Администрация
Пост мэра Дуарнене с 2020 года занимает Жослин Пуатвен (Jocelyne Poitevin).  На муниципальных выборах 2020 года возглавляемый ею независимый список победил во 2-м туре, получив 57,19 %.
| Период | Период | Фамилия        | Партия                                  | Примечания                                     |
| ------ | ------ | -------------- | --------------------------------------- | ---------------------------------------------- |
| 1971   | 1995   | Мишель Мазеа   | Коммунистическая партия                 | учитель                                        |
| 1995   | 1997   | Жозеф Трету    | Разные правые                           |                                                |
| 1997   | 2001   | Жослин Пуатвен | Разные правые                           |                                                |
| 2001   | 2008   | Моник Прево    | Разные левые                            |                                                |
| 2008   | 2017   | Филипп Поль    | Союз за народное движение Республиканцы | член Генерального совета департамента, сенатор |
| 2017   | 2020   | Франсуа Кадик  | Республиканцы                           | антиквар                                       |
| 2020   |        | Жослин Пуатвен | Разные правые                           |                                                |

## Города-побратимы
- Фалмут, Великобритания

## Знаменитые уроженцы
- Шарль Даниэлу (1878-1953), политический и государственный деятель, поэт и писатель

## Галерея

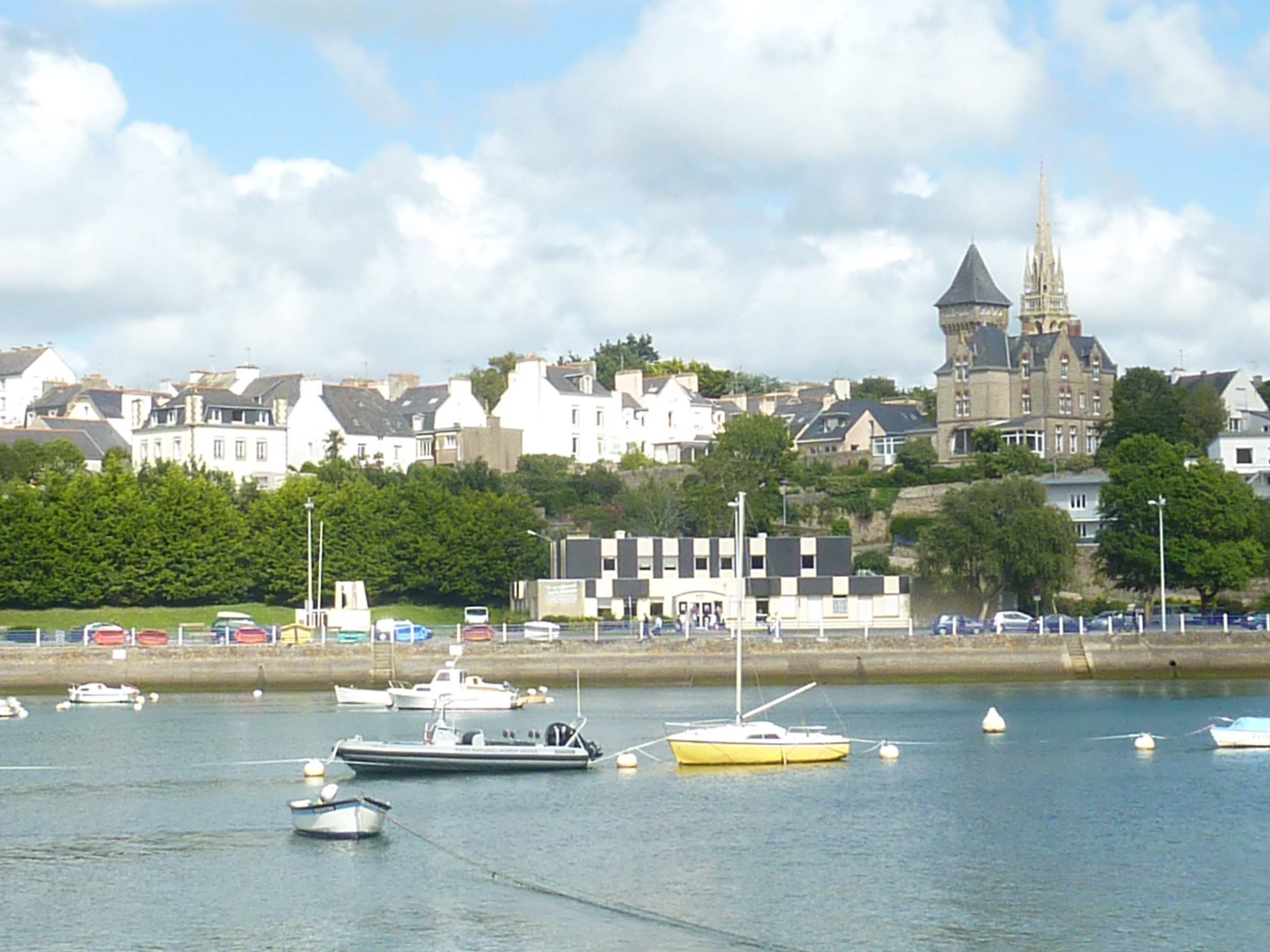
Центр города с часовней Святого Михаила
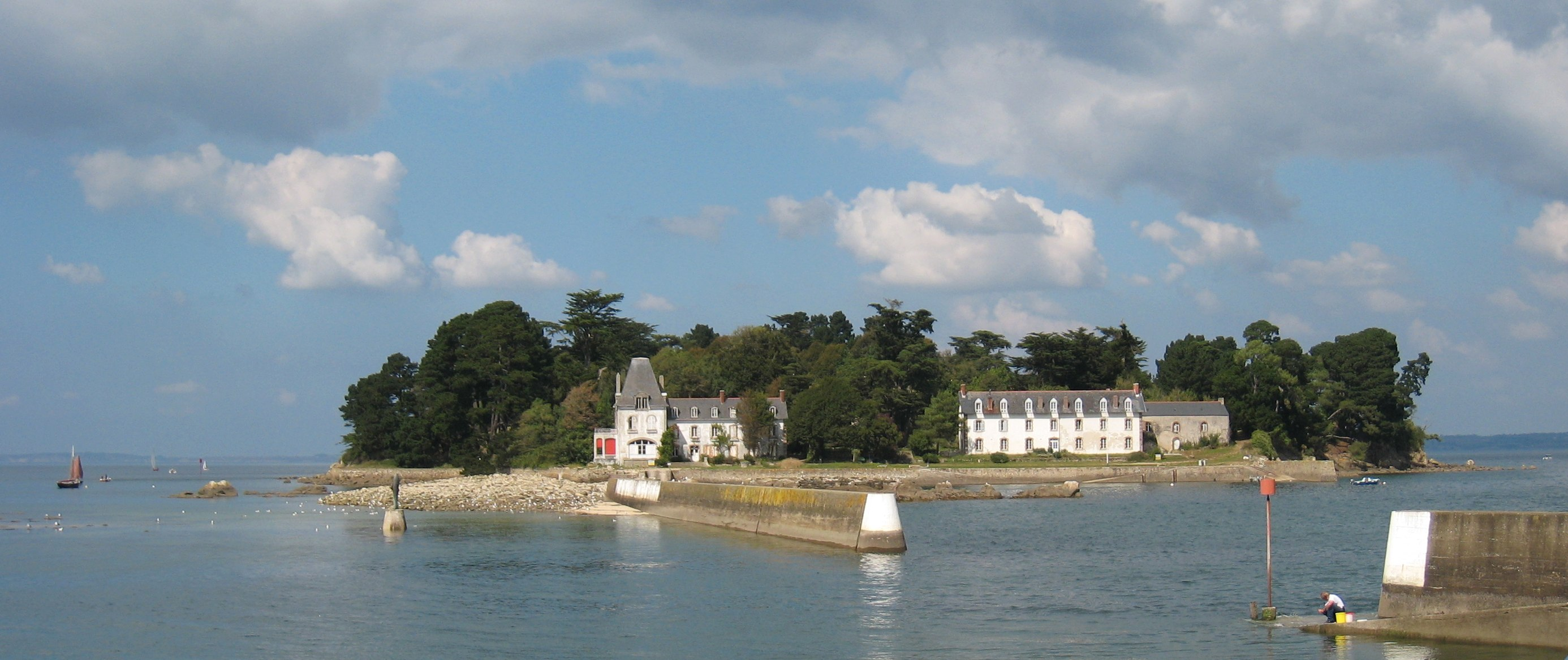
Остров Тристан
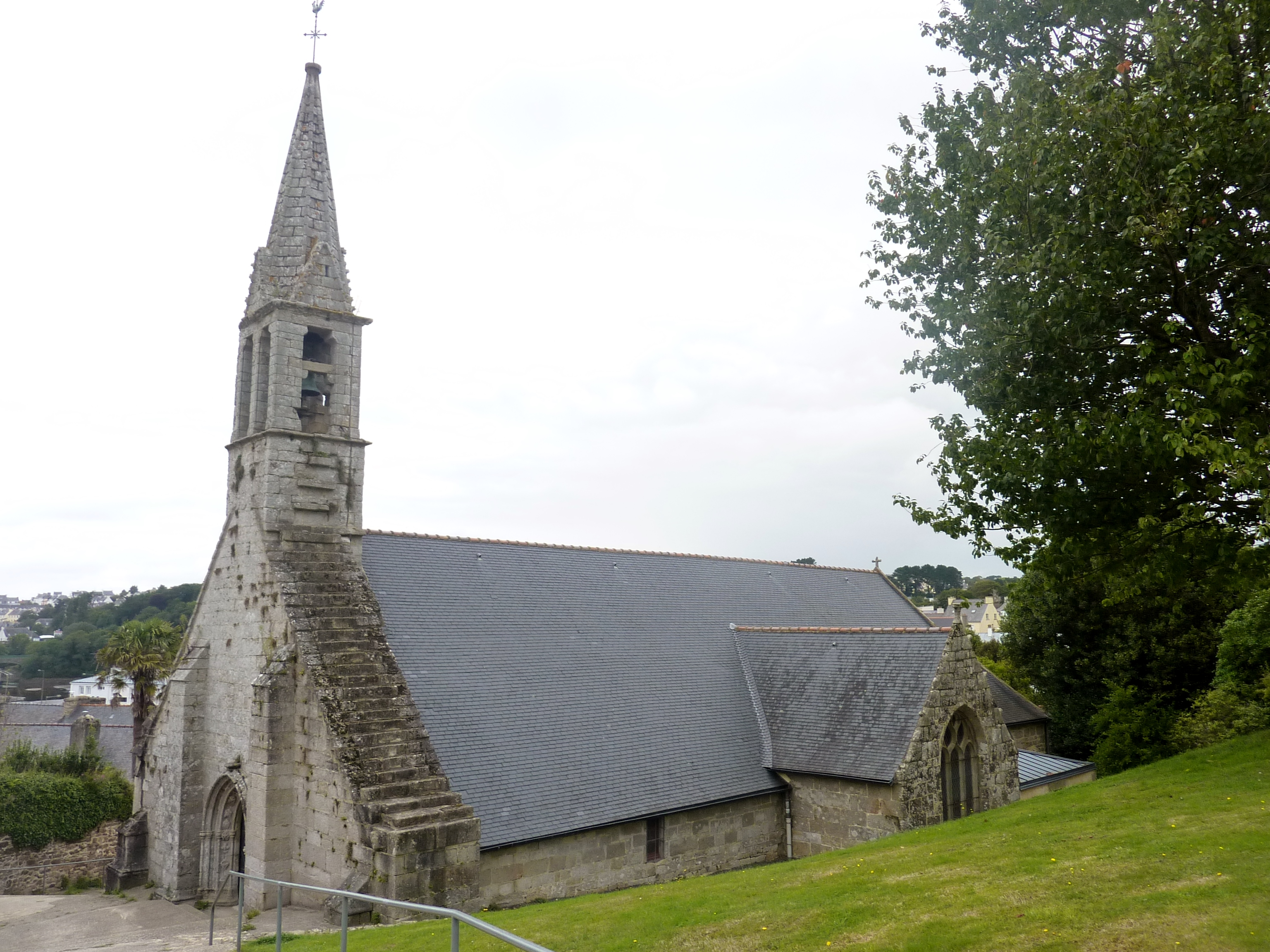
Церковь Святого Жака
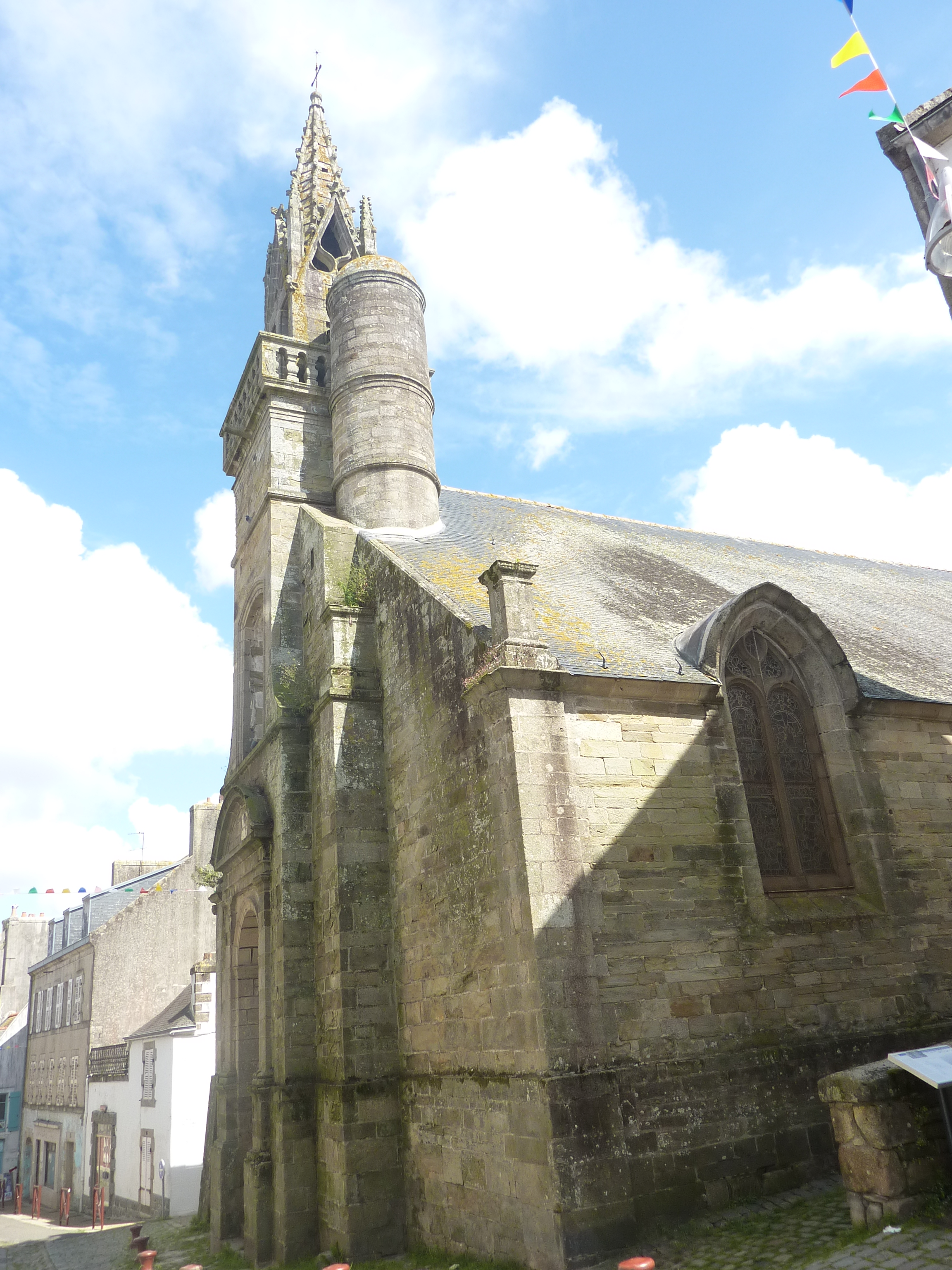
Часовня Святой Елены
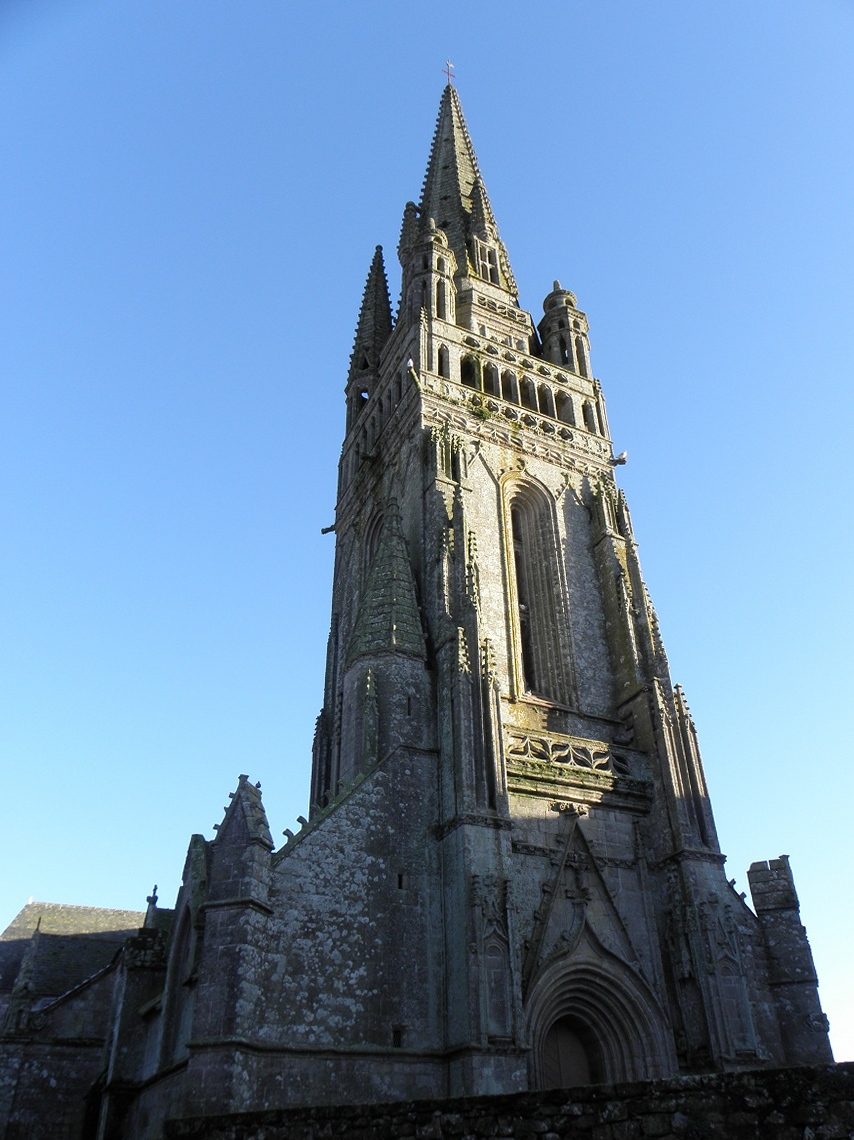
Церковь Святого Гервея